# Coussapoa fulvescens
Coussapoa fulvescens är en nässelväxtart som beskrevs av C.C. Berg. Coussapoa fulvescens ingår i släktet Coussapoa och familjen nässelväxter. Inga underarter finns listade i Catalogue of Life.